# Бюлькат, Мехмет Эсат
Мехмет Эсат-паша (тур. Mehmet Esat Bülkat; 1862 — 1952) — военный деятель Османской империи, генерал.

## Биография
Эсат родился в 1862 году в Янине в албанской семье. По другим данным, его предки были выходцами из Ташкента. Военное училище закончил в 1890 году, в том же году отправился в Германию для обучения. В 1893 году вернулся в Османскую империю. В этом же году направлен на работу в Генштаб. Во время турецко-греческой войны 1897 года, назначен начальником штаба Янинского корпуса. Благодаря успехам в войне с греками в 1898 году получает звание полковник. После этого Эсат назначается начальником военного училища и в 1902 году получает звание бригадного генерала. В 1907 году в звании генерал-майора Эсат назначается заместителем командующего армией в Салониках.
В войне с Италией командовал армейским корпусом. После начала Первой Балканской войны, Эсат-паша руководил обороной Янины от греческих войск. После вступления Турции в Первую мировую войну, Эсат-паша назначен командующими турецкими войсками в Галлиполи. С именем Эсат-паши связан успех турецких войск в Дарданелльской операции. После успеха в битве при Галлиполи Эсат-паша командовал турецкими войсками в Месопотамии. В 1917 году отправился в Германию, после возвращения в Турцию в феврале 1918 года назначен командующим 5-й армией. После этого командует 3-й армией на Кавказском фронте до завершения войны. После войны Эсат-паша служил инспектором турецкой армии и работал в правительстве.
Умер в Стамбуле в 1952 году.